# Cis bituberculosus
Cis bituberculosus es una especie de coleóptero de la familia Ciidae.

## Distribución geográfica
Habita en el Cáucaso.